# A magyar labdarúgó-bajnokság aranyérmes játékosainak listája: O, Ó
Az alábbi lista a magyar labdarúgó-bajnokság bajnokcsapatainak játékosait sorolja fel, O és Ó kezdőbetűvel, bajnoki cím száma, egyesületek és idények szerint.

## O, Ó
| Játékos        | Bajnoki cím | Csapat(ok)                                 | Idény(ek)                                                              |
| -------------- | ----------- | ------------------------------------------ | ---------------------------------------------------------------------- |
| Obitz Gábor    | 2           | Ferencváros                                | 1926–27, 1927–28                                                       |
| Okos József    | 1           | MTK                                        | 1924–25                                                                |
| Oláh Aladár    | 1           | Ferencváros                                | 1903                                                                   |
| Oláh Károly    | 1           | Budapesti TC                               | 1902                                                                   |
| Oláh Lóránt    | 2           | Debreceni VSC                              | 2008–09, 2009–10                                                       |
| Olajkár Sándor | 2           | WMFC Csepel                                | 1941–42, 1942–43                                                       |
| Onhausz Tibor  | 1           | Rába ETO                                   | 1981–82                                                                |
| Ónody Andor    | 1           | Nagyváradi AC                              | 1943–44                                                                |
| Opata Zoltán   | 6           | MTK, Hungária                              | 1920–21, 1921–22, 1922–23, 1923–24, 1924–25, 1928–29                   |
| Adrian Oprisan | 1           | MTK                                        | 1996–97                                                                |
| Orbán Árpád    | 1           | Győri Vasas ETO                            | 1963-ősz                                                               |
| Ordódy Béla    | 2           | Budapesti TC                               | 1901, 1902                                                             |
| Ormai Ferenc   | 1           | Ferencváros                                | 1962–63                                                                |
| Orosz Ferenc   | 4           | 1 – Kispest-Honvéd 2 – MTK 1 – Dunaújváros | 1992–93 1996–97, 1998–99 1999–00                                       |
| Orosz László   | 1           | Győri Vasas ETO                            | 1963-ősz                                                               |
| Orosz Pál      | 2           | Ferencváros                                | 1962–63, 1964                                                          |
| Oroszki Péter  | 2           | 1 – MTK-VM 1 – Újpesti Dózsa               | 1986–87 1989–90                                                        |
| Orovecz György | 1           | MTK-VM                                     | 1986–87                                                                |
| Orth György    | 8           | MTK                                        | 1917–18, 1918–19, 1919–20, 1920–21, 1921–22, 1922–23, 1923–24, 1924–25 |
| Ortutay Béla   | 1           | Ferencváros                                | 1939–40                                                                |
| Óvári Ferenc   | 1           | Újpest                                     | 1946–47                                                                |
| J. R. Owen     | 1           | MTK                                        | 1913–14                                                                |